# Hauptverfahren
Das Hauptverfahren ist der abschließende Teil des strafrechtlichen Erkenntnisverfahrens, in dem entsprechend dem im deutschen Strafverfahren geltenden Mündlichkeitsgrundsatz eine mündliche Verhandlung, die so genannte Hauptverhandlung, durchgeführt wird.
Das Hauptverfahren beginnt mit der Zulassung der Anklage zur Hauptverhandlung durch den Eröffnungsbeschluss (§ 203, § 207 StPO) und endet mit dem Urteil oder einer Einstellung des Verfahrens.